# La Bastiaise
La Bastiaise était une corvette de classe Flower de fabrication britannique de la marine française. Le navire a été construit par le constructeur naval britannique Smith's Dock Company (en) dans leur chantier naval de Middlesbrough et a été achevé en juin 1940, juste avant l'Armistice du 22 juin 1940 avec le Troisième Reich. Elle a été coulée par une mine le 22 juin 1940 lors d'essais en mer.
Le nom La Bastiaise était en l'honneur des habitants de la ville de Bastia, en Corse.

## Historique
Au début de la Seconde Guerre mondiale, la Marine nationale avait un besoin urgent de navires pour escorter les convois de guerre 
de lutte anti-sous-marine  et avait passé des commandes à  la Smith's Dock Company à South Bank (Middlesbrough) pour quatre corvettes de classe Flower. Après cela, la Marine nationale avait commandé 18 autres navires, à construire à la fois dans les chantiers navals britanniques et français. Ces navires de la classe Flower française étaient identiques aux Flower britanniques, sauf que des canons anti-aériens français de 100 mm et de 13,2 mm devaient être installés. 
Le 22 juin 1940, jour de la capitulation de la France, La Bastiaise subissait des essais en mer en mer du Nord lorsqu'elle a percuté une mine au large de Hartlepool et a coulé . La veille la Luftwaffe avait largué des mines magnétiques dans les eaux côtières peu profondes. Quarante-trois marins français sont morts, ainsi qu'au moins 18 ouvriers des chantiers navals britanniques. 
La Bastiaise  ne faisait pas partie de la marine FFL car elle servait sous le drapeau de la Marine nationale, mais la France s'est rendue le jour de sa perte. Son commandant, le lieutenant de Vaisseau Georges Albert Lacombe, est décédé lors du naufrage .

### Héritage
Un obélisque commémoratif, avec les noms de tous ceux qui sont morts lorsque La Bastiaise a percuté une mine lors d'essais au large de Tees Bay (en), a été dédié lors d'un service au Smiths Dock Park de Middlesbrough  le samedi 7 novembre 2015. Les membres de l'équipage décédés sont rappelés parmi les membres des Forces Navales Françaises Libres décédés pendant la guerre.